# Йегги, Флёр
Флёр Йегги (нем. Fleur Jaeggy; 31 июля 1940, Цюрих) — итальянская и швейцарская писательница.

## Биография
Мать — итальянка, отец — немецкоязычный швейцарец. Училась в школах Швейцарии и Италии. С 1958 работала фотомоделью, в это же время начала писать. После публикации первой повести познакомилась и подружилась в Риме с Ингеборг Бахман. C 1968 живёт в Милане. Жена итальянского писателя и издателя Роберто Калассо.

## Произведения
- Il dito in bocca (1968)
- L’angelo custode (1971)
- Un Tram che si chiama Tallulah (1975, пьеса)
- Le statue d’acqua (1980)
- I beati anni del castigo (1990, премии Багутта и Рапалло)
- La paura del cielo (1994, премия Альберто Моравиа)
- Proleterka (2001, премия Виареджо)
- Vite Congetturali (2009)

Флёр Йегги переводила на итальянский язык Марселя Швоба и Томаса Де Квинси. Автор эссе о Швобе, Де Квинси, Джоне Китсе, Роберте Вальзере.
Песни на стихи Флёр Йегги исполняют Франко Баттьято и Джуни Руссо.

## Признание
Книги Флёр Йегги переведены на английский, французский, немецкий, испанский, каталанский, нидерландский, норвежский, греческий, польский, хорватский, сербский, русский, китайский и другие языки. Спектакль по её роману «Счастливые несчастливые годы» поставил в 2010 Лука Ронкони.

## Публикации на русском языке
- Пролетарка// Иностранная литература, 2003, № 3[4]
- Счастливые несчастливые годы. М.: Текст, 2006
- Страх небесный: Рассказы. М.: Текст, 2014